# Puji Mulyo
Puji Mulyo is een bestuurslaag in het regentschap Deli Serdang van de provincie Noord-Sumatra, Indonesië. Puji Mulyo telt 10.938 inwoners (volkstelling 2010).